# Antonio Bacci
Antonio Bacci (Giugnola, 4 september 1885 - Vaticaanstad, 20 januari 1971) was een Italiaans kardinaal van de Katholieke Kerk, secretaris van het Secretariaat voor Latijnse Brieven en een bekend Latinist.
Hij werd op 9 augustus 1909 priester gewijd en tijdens het consistorie van 28 maart 1960, samen met Bernardus Alfrink door Paus Johannes XXIII kardinaal gecreëerd. Hij kreeg de Sant'Eugenio als titeldiakonie.
Hij bedacht verschillende woorden in het Latijn voor moderne begrippen, zoals gummis salivaria voor kauwgom en was een bekend tegenstander van het invoeren van de volkstaal in de liturgie na het Tweede Vaticaans Concilie.